# Andriej Drygin
Andriej Drygin (ros. Андрей Дрыгин, ur. 12 czerwca 1977 w Krasnojarsku) – tadżycki narciarz alpejski, uczestnik Zimowej Olimpiady 2002, 2006 i 2010. Sześciokrotnie brał udział w zawodach Pucharu Świata (2 razy ukończył, 2 razy nie ukończył, raz nie zakwalifikował się i raz nie wystartował).

## Wyniki olimpijskie
| Igrzyska            | Konkurencja            | Czas    | Wynik |
| ------------------- | ---------------------- | ------- | ----- |
| Salt Lake City 2002 | Supergigant mężczyzn   | -       | DNF   |
| Salt Lake City 2002 | Slalom gigant mężczyzn | -       | DNF   |
| Turyn 2006          | Zjazd mężczyzn         | 1:59.41 | 51.   |
| Turyn 2006          | Supergigant mężczyzn   | 1:37.85 | 51.   |
| Turyn 2006          | Slalom gigant mężczyzn | -       | DNF   |
| Vancouver 2010      | Zjazd mężczyzn         | 2:04.44 | 59.   |
| Vancouver 2010      | Supergigant mężczyzn   | 1:38.03 | 44.   |
| Vancouver 2010      | Slalom gigant mężczyzn | 2:55.29 | 57.   |
| Vancouver 2010      | Slalom mężczyzn        | -       | DNF   |